# Sergueï Aksakov
Pour les articles homonymes, voir Aksakov.
Sergueï Timofeïevitch Aksakov, ou Axakov (en russe : Сергей Тимофеевич Аксаков), né à Oufa le 20 septembre 1791 (1er octobre dans le calendrier grégorien) et mort à Moscou le 30 avril 1859 (12 mai dans le calendrier grégorien), est un homme de lettres russe, mémorialiste, critique littéraire, critique de théâtre, écrivain et membre-correspondant de l'Académie de Saint-Pétersbourg.

## Biographie
Sergueï Aksakov était issu d'une famille de noblesse terrienne, plutôt désargentée, et fut élevé dans la propriété familiale de Novo-Aksakovo, près d'Oufa. Son père était fonctionnaire et sa mère - née Maria Nikolaïevna Zoubova - fort cultivée. Il poursuivit ses études secondaires au gymnasium de Kazan. Comme Tolstoï, il fit ses études à l'université de Kazan. Après la guerre de 1812 contre Napoléon, où il s'illustra au combat, il se retira dans ses terres de Nadejdino, près d'Orenbourg. Vingt ans après, il s'installa à Moscou, où il publia des ouvrages sur la nature, la pêche et la chasse, qui rencontrèrent un immense succès dans la société de l'époque. En 1827, sur recommandation de Chichkov, il entra à la commission de censure de Moscou.
Aksakov était l'ancien propriétaire d'Abramtsevo, près de Moscou, où il reçut Nicolas Gogol.
Il publia Chronique familiale, en 1856 et d'autres ouvrages décrivant la vie de la noblesse de province et son rapport à la nature. 
Il était le père de sept enfants dont trois deviendront écrivains, membres du mouvement slavophile : Constantin, Ivan et Vera.

## Œuvres
- Souvenirs d'un chasseur au fusil (1855)
- Chronique familiale (1856)
- Les Années d'enfance de Bagrov petit-fils (1854-1856) (en russe : Детские годы Багрова-внука)